# Старий Донський цвинтар
Старий Донський цвинтар (рос. Старое Донское кладбище) — стародавній некрополь XVIII—XIX століть у Донському районі Південного адміністративного округу Москви. Займає практично половину території Донського монастиря (2 га з 5 га). Відкритий з 08:00 до 18:30 щодня. Проводяться екскурсії.

## Історія

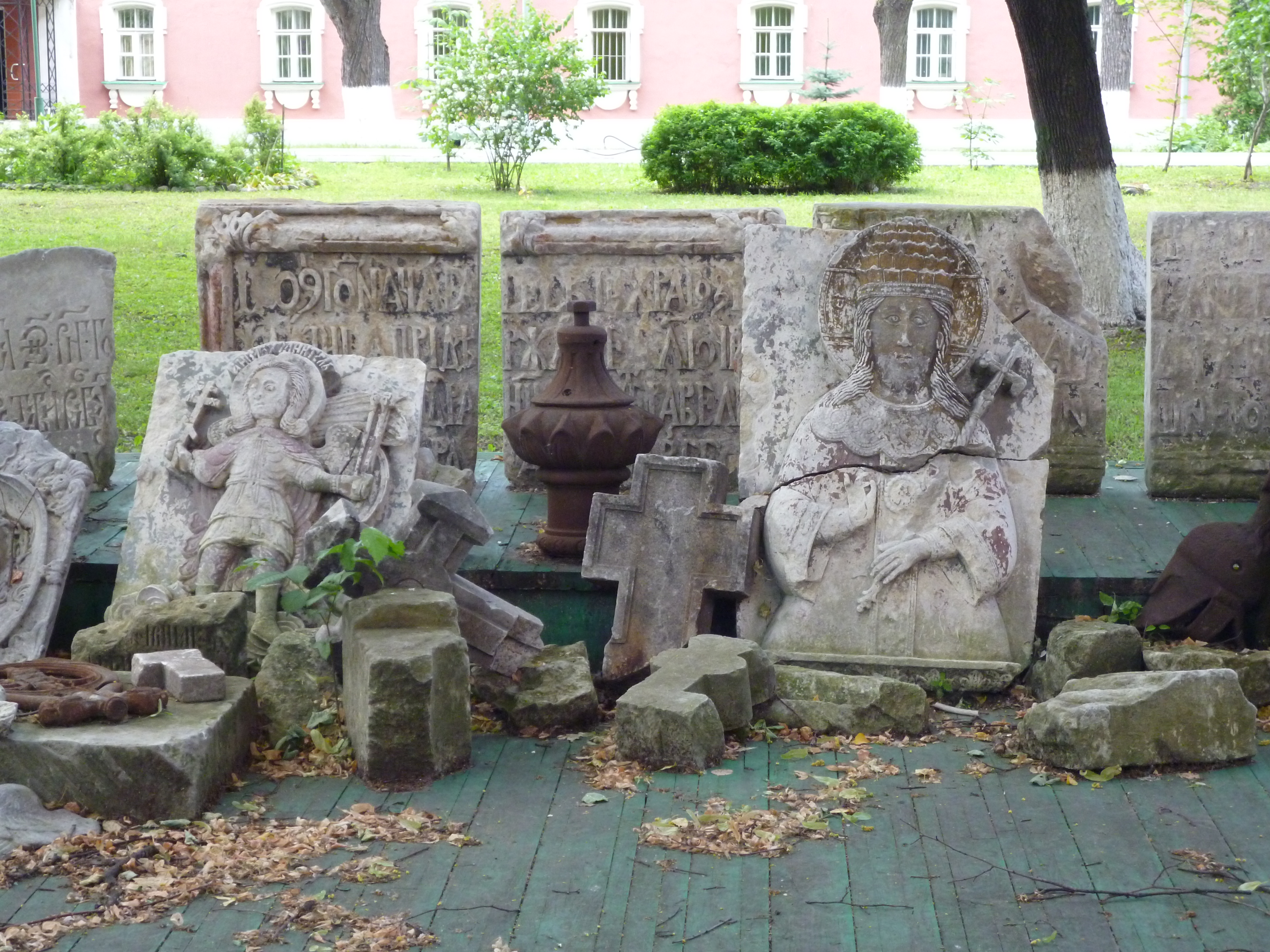
Уламки древніх надгробків

З другої половини XVIII століття цвинтар є місцем поховання московської аристократії. У «Історії Держави Російської» М. М. Карамзіна вже згадується, як головний цвинтар купецтва і еліти російської імперії.
На некрополі поховано багато російських державних та громадських діячів, декабристи, учасники франко-російської війни 1812 року, письменники і вчені.
У Східній стіні знаходяться справжні горельєфи, зняті з Храму Христа Спасителя, збережені від руйнування при будівництві Палацу Рад.
У зв'язку з переповненням історичного некрополя в 1900-і роки за межами монастиря, на південь від монастирського муру, було облаштовано новий Донський цвинтар, поховання на якому проводилися протягом усього XX століття.

## Відомі особистості, що поховані на цвинтарі

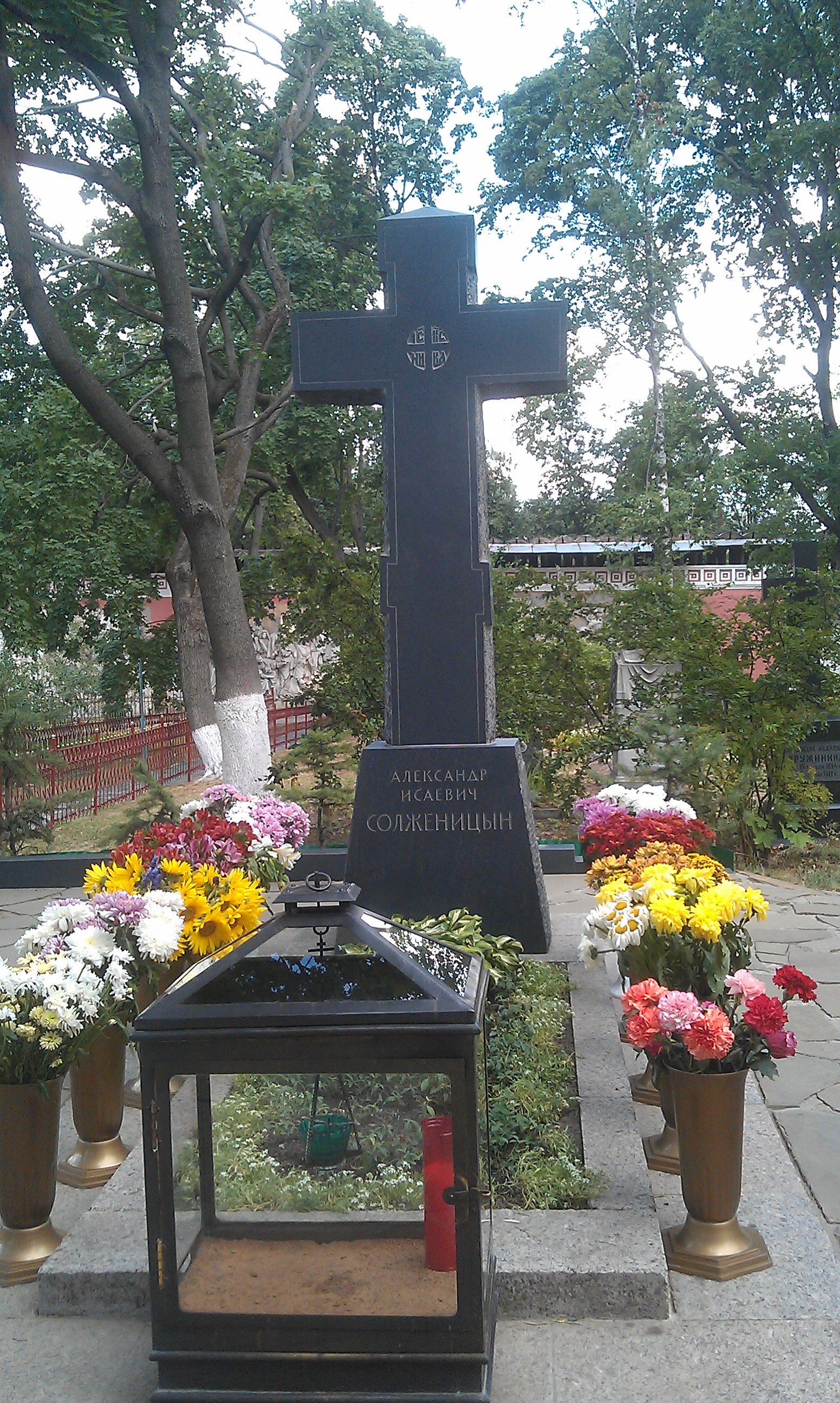
Могила Солженіцина

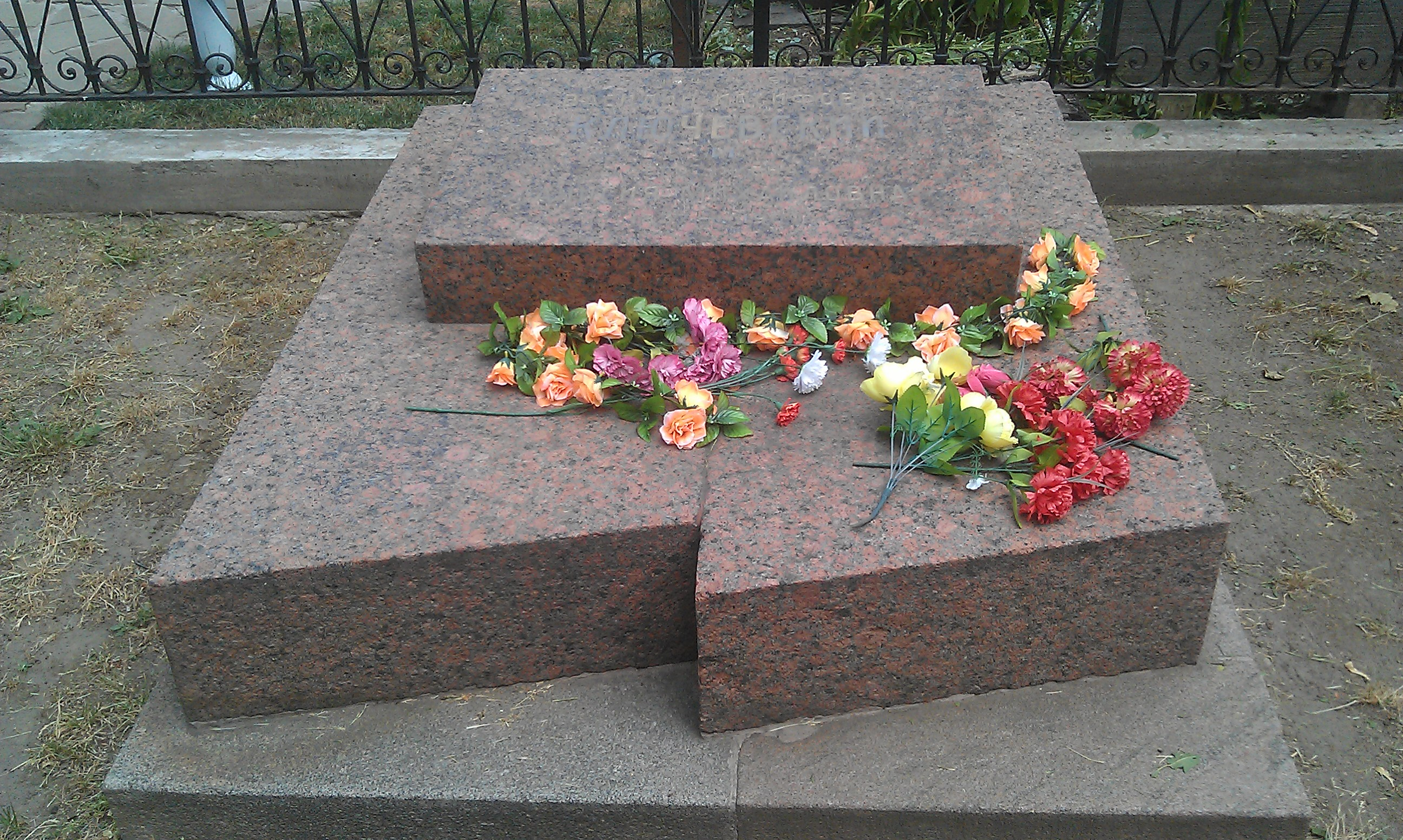
Могила Ключевського

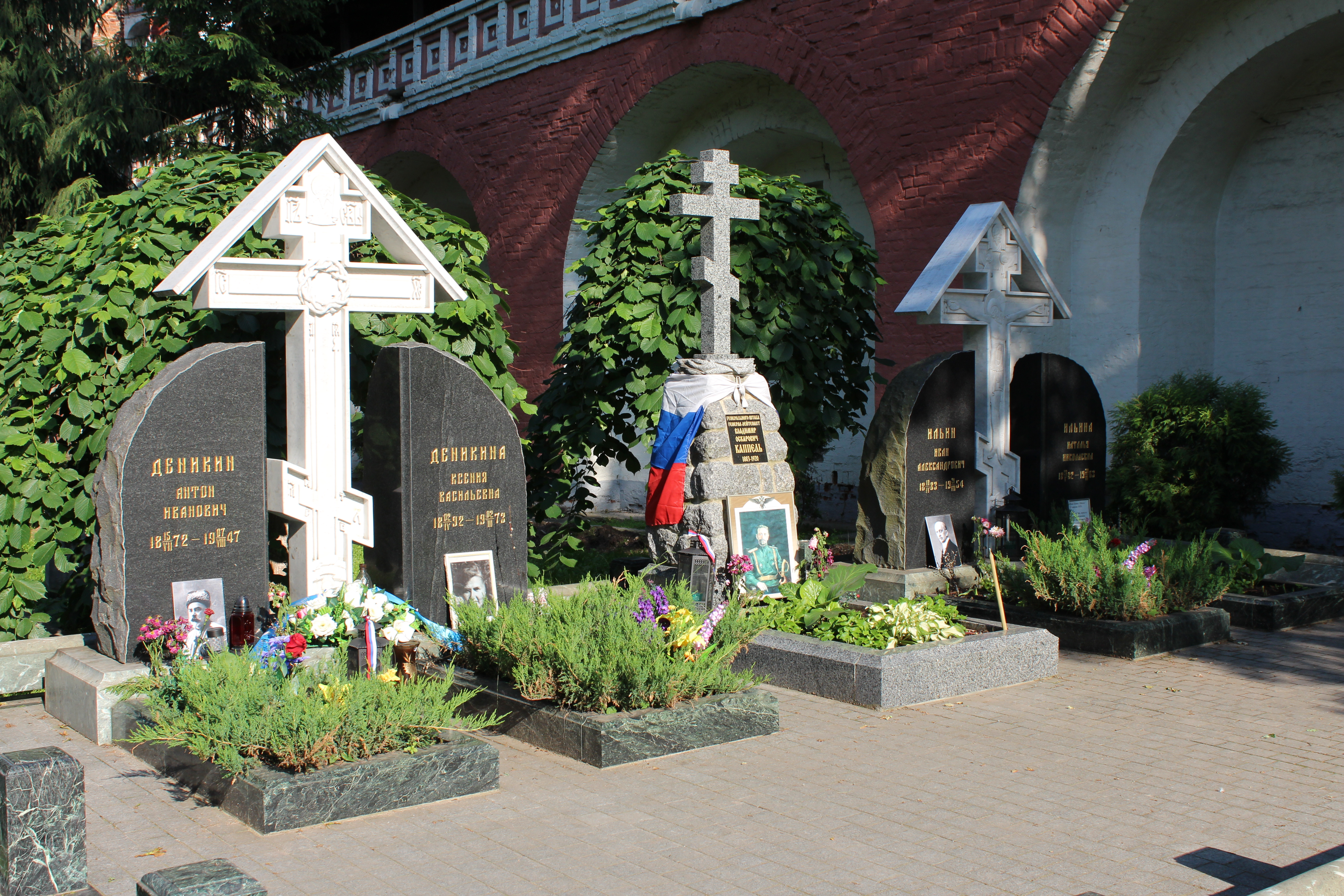
Могила Денікіних

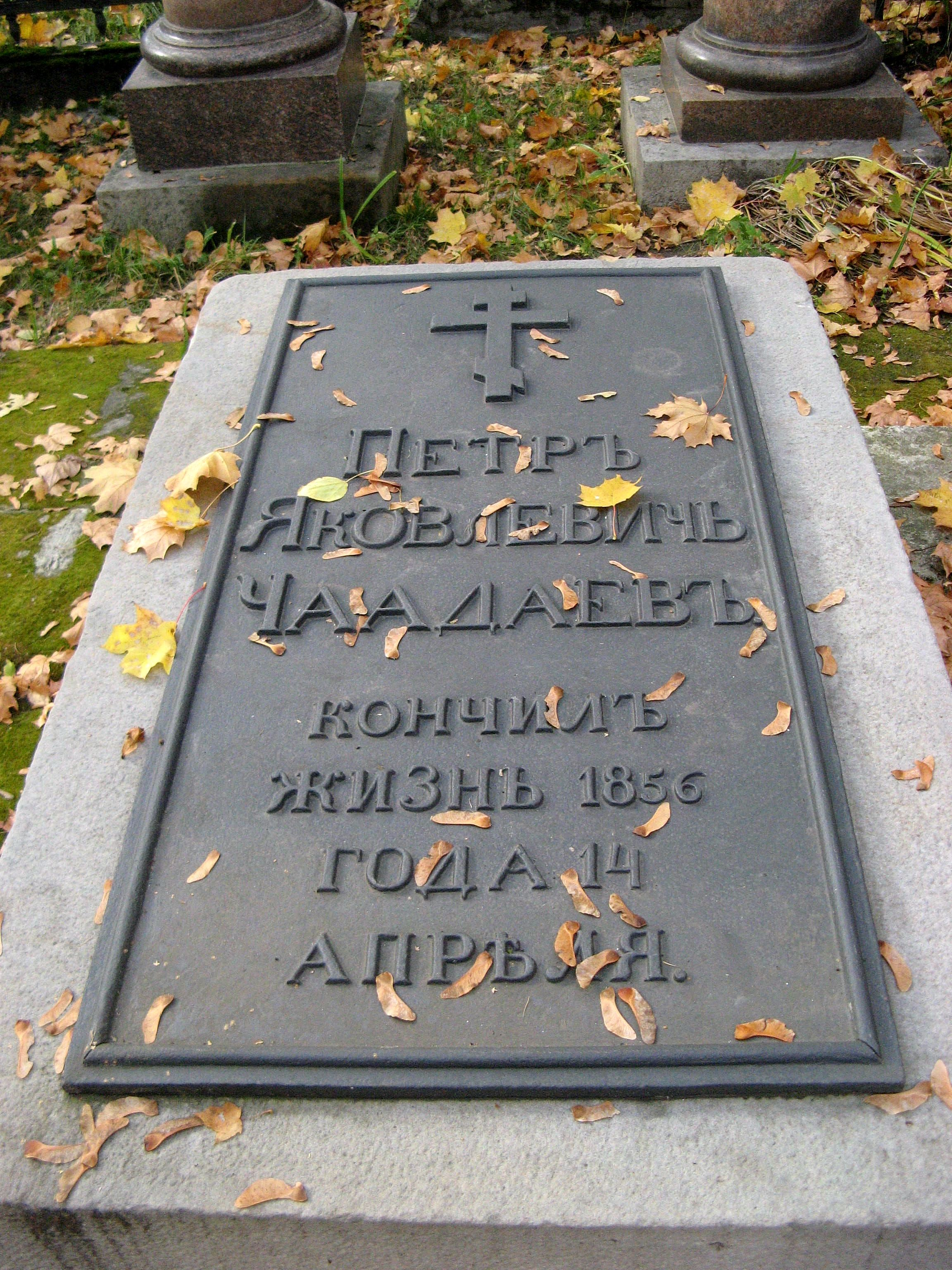
Надгробок Чаадаєва

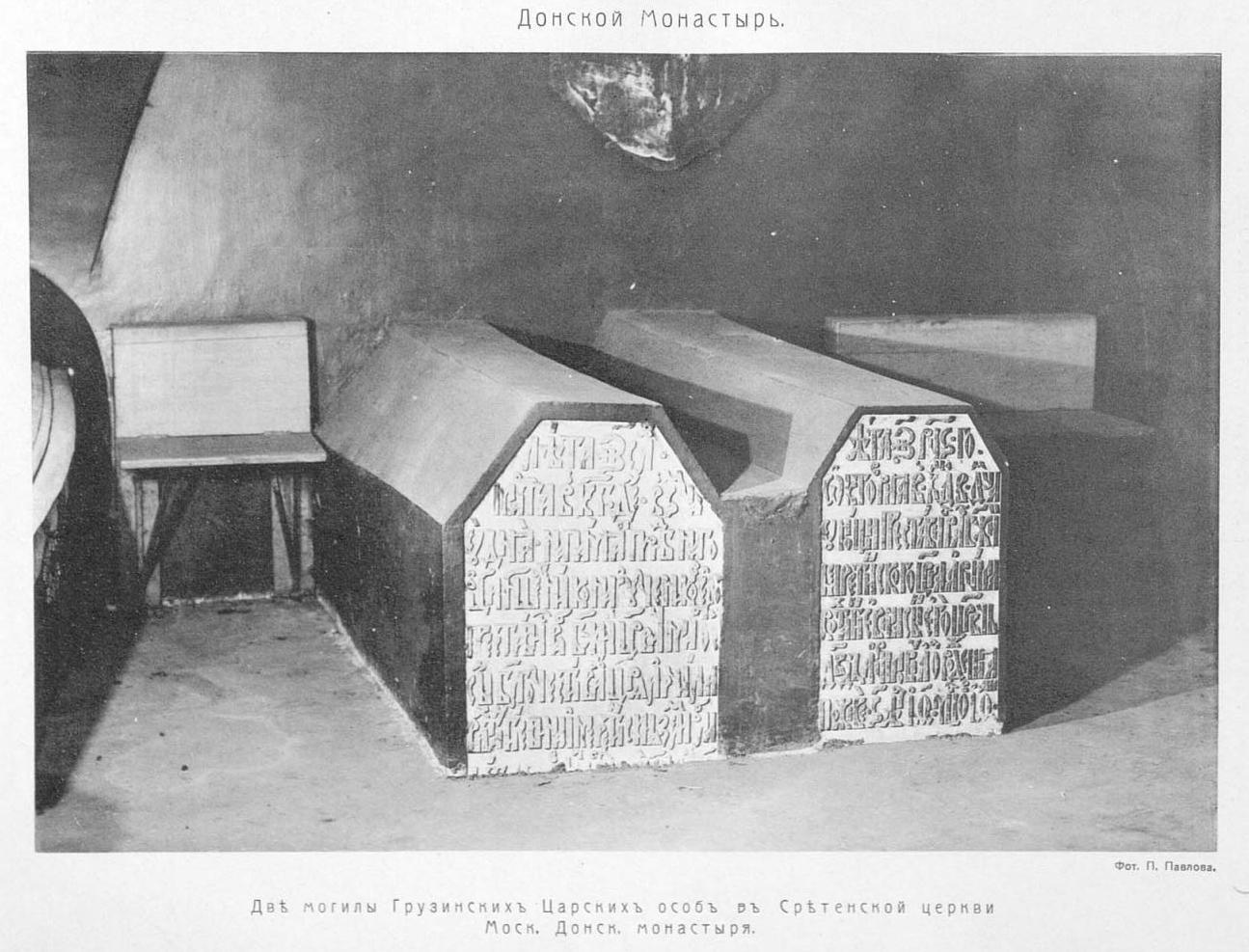
Усипальниця грузинських царевичів у 1913 році

- Амвросій Зертис-Каменський — український релігійний діяч доби Гетьманщини, духовний письменник, перекладник творів грецької, юдейської та латинської літератури.
- Антонський Антон Антонович — український та російський учений, педагог, просвітитель, видавець і літератор.
- Астангов Михайло Федорович
- Арчі — цар Імереті (1661–1663, 1668–1669, 1678–1679, 1690–1691, 1695–1696, 1698) та Кахетії (1664–1675), поет-лірик, старший син царя Картлі Вахтанга V. Один із засновників грузинської колонії у Москві.
- Аршеневський Василь Кіндратович — український релігійний діяч, просвітитель Тверської Карелії та Московії. Професор вищої математики, викладач, перекладач, магістр філософії.
- Бабухін Олександр Іванович — російський гістолог і фізіолог.
- Бакар III — цар Картлі з династії Багратіоні (1716–1719), грузинський політичний та громадський діяч.
- Бантиш-Каменський Дмитро Миколайович — російський та український історик і археограф.
- Бантиш-Каменський Микола Миколайович — український історик, архівіст, громадський діяч консервативного крила (прибічник імператора Павла І-го).
- Барановський Петро Дмитрович — російський реставратор і дослідник пам'яток архітектури доби Середньовіччя. Засновник музею в Коломенському та Музею імені Андрія Рубльова в Москві.
- Барсов Єлпідифор Васильович — російський фольклорист і літературознавець.
- Бове Йосип Іванович — російський архітектор, визначний майстер російського класицизму.
- Гатцук Олексій Олексійович — російський і український журналіст і археолог.
- Денікін Антон Іванович — російський військовий діяч, генерал-лейтенант, герой російсько-японської та Першої світової війн, один із лідерів Білого руху та головнокомандувач Збройних сил Півдня Росії (1918—1920)[3].
- Жигарев Василь Якович — п'ятий міський голова Москви (1795—1798), купець першої гільдії, іменитий громадянин, надворний радник. Пам'ятник пересено з некрополя Спасо-Андроніковського монастиря.
- Жуковський Микола Єгорович — творець аеродинаміки як науки, основоположник сучасної гідро- і аеромеханіки.
- Іловайський Олексій Іванович — російський воєначальник, генерал від кавалерії (1796), військовий отаман війська Донського.
- Ключевський Василь Йосипович — російський історик проімперського спрямування, кадет, академік (з 1900 року), почесний академік Петербурзької академії наук (з 1908 року).
- Каменецький Йосип Кирилович — українській та російський медик.
- Тихон — російський церковний діяч, єпископ Православної російської церкви; з 21 листопада (4 грудня) 1917 Патріарх Московський і всієї Росії, перший після відновлення патріаршества в Росії. Канонізований Російською Церквою в лик святителя у 1989 році.
- Лящевський Василь — український церковний педагог, один із засновників вищої освіти у Московії.
- Розумовський Лев Кирилович — дипломат, державний діяч Російської імперії українського походження.
- Репнін Микола Васильович — військовий і державний діяч Російської імперії, дипломат, поміщик, генерал-фельдмаршал (1796), князь. Зі старовинного роду, пов'язаного з Михаїлом Всеволодичем.
- Салтикова Дар'я Миколаївна — російська поміщиця, відома завдяки садизму та знущанням над кріпаками і вбивствам близько 130 людей.
- Солженіцин Олександр Ісайович — російський історичний прозаїк, драматург, публіцист і поет, громадський та політичний діяч. Лауреат нобелівської премії з літератури (1970). Дисидент.
- Сумароков Олександр Петрович — один із найбільших представників російської літератури XVIII століття, творець репертуару першого російського театру.
- Філімонов Георгій Дмитрович — російський археолог, історик мистецтва, музейный працівник, антиквар.
- Херасков Михайло Матвійович — український і російський поет, письменник і драматург епохи Просвітництва.
- Чаадаєв Петро Якович — російський філософ та публіцист, оголошений урядом божевільним за свої твори, в яких різко критикував дійсність російського життя.

## Світлини

Каплиці-усипальниці XIX та XX ст
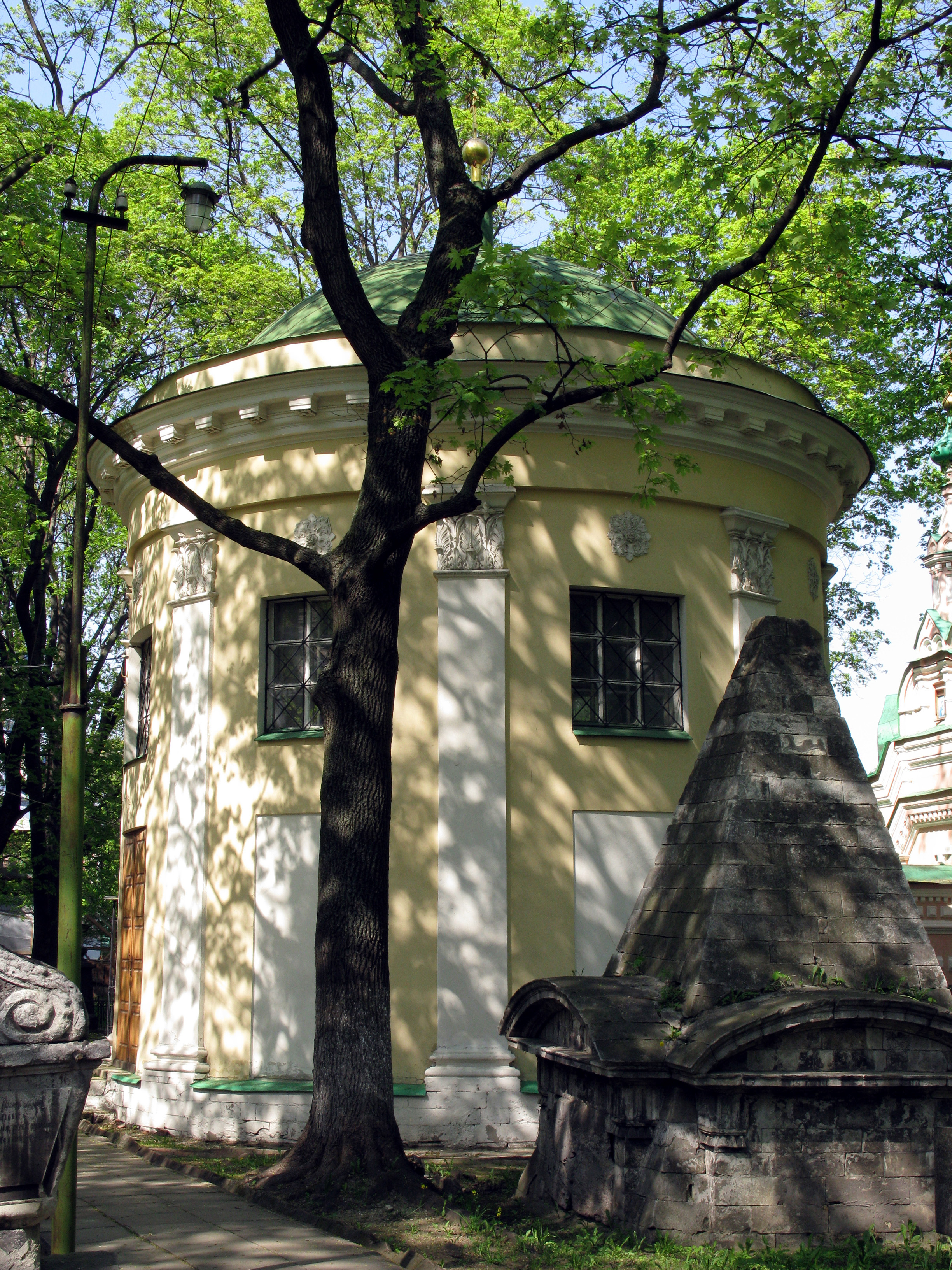
Церква Олександра Свірського
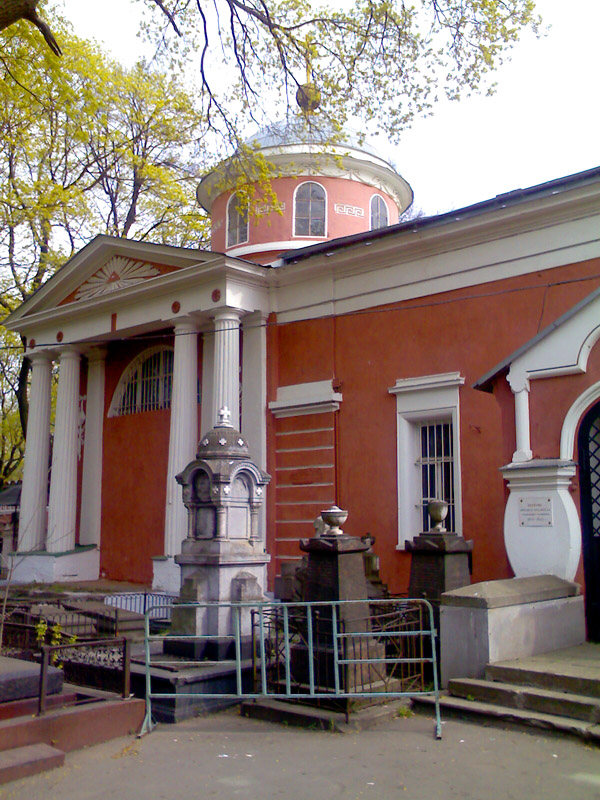
Церква Михайла Архангела
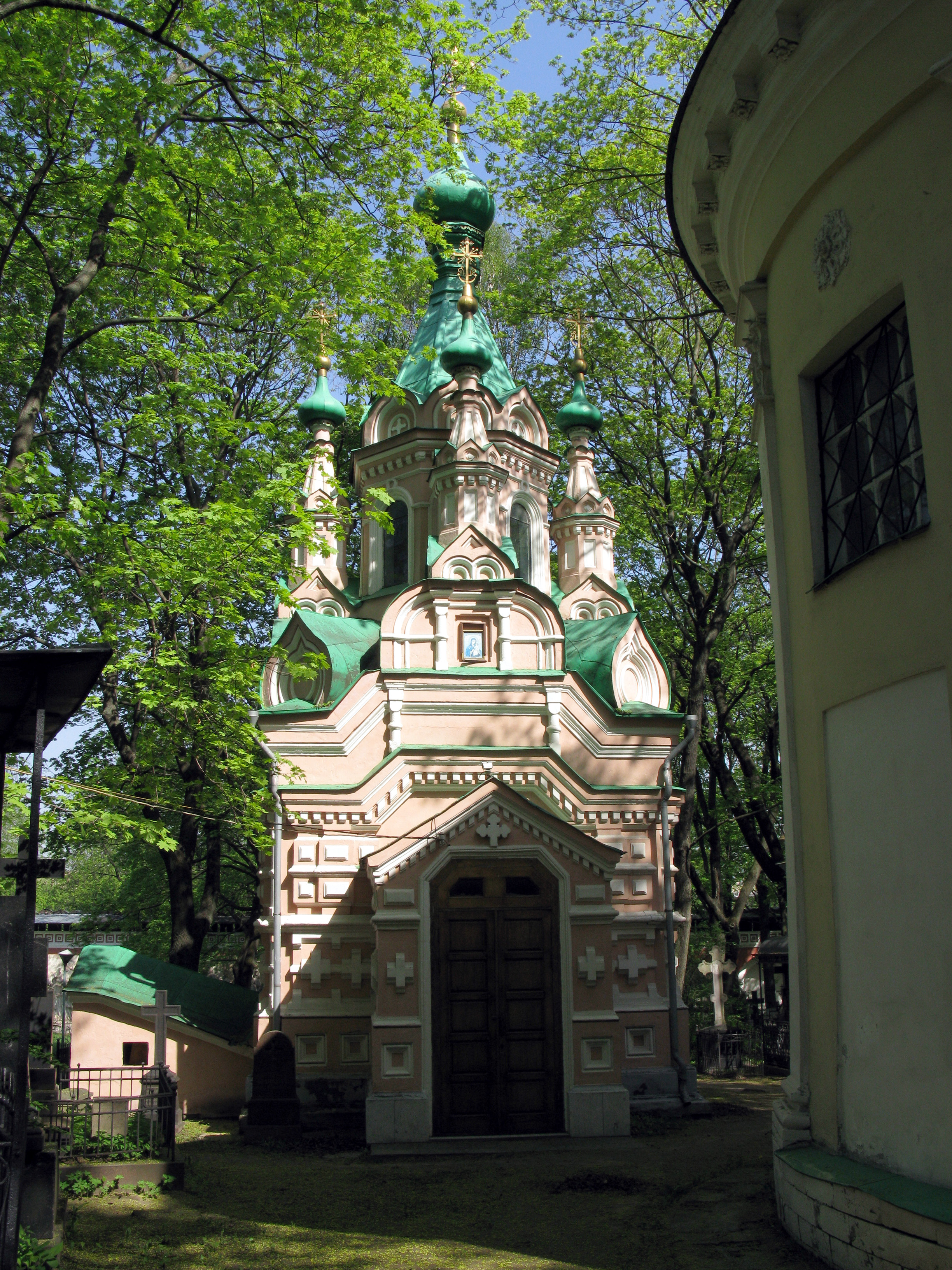
Церква Іоанна Лествичника, 1896-97
Каплиця-усипальниця купця І. Г. Простякова і його сім'ї.
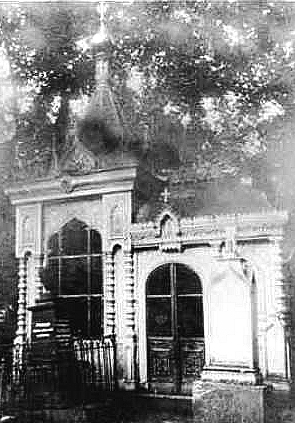
Усипальниця Козлова і Хрущова